# Синягин, Гавриил Дмитриевич
Гавриил Дмитриевич Синягин (1888, Пензенская губерния — 30 марта 1955, Семипалатинская область) — председатель колхоза имени Ворошилова Бородулихинского района Семипалатинской области. Герой Социалистического Труда (1947).

## Биография
Родился в 1888 году в бедной крестьянской семье в селе Никольско-Петровское, Пензенская губерния. В 1898 году окончил четыре класса сельской школы. С 12 лет был батраком. С 1910 года проходил военную службу в 207-м Новобязетском пехотном полку в городе Темир-Хан-Шура (сегодня — Буйнакск). С 1914 года проживал в Семиреченской области, где трудился батраком в станице Сергиополь (сегодня — город Аягоз). С 1914 года участвовал в Первой мировой войне в составе 22-го Туркестанского стрелкового полка. В 1918 году после ранения демобилизовался.
С февраля 1918 года батрачил в Семиреченской области. В марте 1920 года был избран председателем Беткудукского сельсовета Семипалатинского уезда. С 1924 года — председатель Беткудукского потребительского общества. Позднее председатель Левобережного сельсовета села Белокаменка Разинского района Семипалатинской области (1928—1929). C С июля 1929 года — заместитель председателя сельскохозяйственной артели «Победа».
С 1931 года — управляющий Госсортфонда в Семипалатинске. В 1937 году был осуждён на два года колонии за приёмку некондиционного зерна. С февраля 1939 года — агент по заготовкам в селе Бородулиха. С июня 1941 года — председатель колхоза «Пролетарий» Бель-Агачского района. В ноябре 1944 года вступил в ВКП(б).
С 1945 года по 1955 год был председателем колхоза имени Ворошилова Бородулихинского района Семипалатинской области.
В 1946 году колхоз имени Ворошилова собрал в среднем по 30 центнеров пшеницы с каждого гектара на участке площадью 60 гектаров. Со всей площади посева было собрано в среднем по 12,5 центнера зерновых с каждого гектара при плане в 9 центнеров. За получение высоких урожаев в 1946 году удостоен звания Героя Социалистического Труда указом Президиума Верховного Совета СССР от 20 мая 1947 года с вручением ордена Ленина и золотой медали «Серп и Молот».
Позднее трудился рядовым колхозником в колхозе «Заветы Ильича» Бородулихинского района.
После выхода на пенсию проживал в селе Бородулиха. Погиб 30 марта 1955 года в результате несчастного случая.

## Награды
- Герой Социалистического Труда (1947)
- Орден Ленина (1947)

## Источник
- Герои Социалистического труда по полеводству Казахской ССР. Алма-Ата. 1950. 412 стр.
- Шығыс Қазақстан облысы [Мәтін] : энциклопедия. — Алматы : Қазақ энциклопедиясы, 2014. — Синягин Гавриил Дмитриевич: б. 700.